# ماكليسفيلد تاون
ماكليس فيلد تون هو فريق كرة قدم إنجليزي، تشكل الفريق عام 1874 في مدينة ماكليس فيلد الصغيرة ولعب الفريق مبارياتة على ستاد موس روز ،وقد صنع الفريق تاريخة بإحراز كريس بريست آخر أهداف الألفية

## تاريخه
فريق ماكليس فيلد تون تشكل في منتصف الألفية التاسعة عشر ولكن كان تحت قواعد لعبة الركبي وفي 1874 تشكل الفريق وأنضم إلى اتحاد كرة القدم الإنجليزي.

## الملعب
لعب فريق ماكليس فيلد تون مبارياته على ستاد موس روز في جنوب المدينة حتى سنة 1891 قبل أنتقال الفريق إلى موس روز، لعب على أرضيات ملعب روست رونز فيلد وفيكتوريا رود.
سعة ملعب موس روز هي حوالي 6335 فرد.

## لون فانلة الفريق
لون فانلة الفريق هو الأزرق والأبيض وقد استخدمت هذه الألوان منذ سنة 1947 باستثناء موسم 1975 و1976 عندما كان الفريق يلبس البرتقالي والأسود كجزء من دعاية الفريق في هذين الموسمين.